# Gustave Danneels
Gustave Danneels (ur. 6 września 1913 w Loos-en-Gohelle, zm. 13 kwietnia 1976 w Knokke) – belgijski kolarz szosowy i torowy, dwukrotny medalista szosowych mistrzostw świata.

## Kariera
Pierwszy sukces w karierze Gustave Danneels osiągnął w 1934 roku, kiedy zdobył brązowy medal w wyścigu ze startu wspólnego podczas szosowych mistrzostw świata w Lipsku. W zawodach tych wyprzedzili go jedynie Belg Karel Kaers oraz Włoch Learco Guerra. Wynik ten powtórzył na rozgrywanych rok później mistrzostwach świata w Floreffe. Tym razem uległ tylko Belgowi Jeanowi Aertsowi i Luciano Montero z Hiszpanii. Ponadto w latach 1934, 1936 i 1937 zwyciężał w wyścigu Paryż-Tours. Trzykrotnie startował w Tour de France, wygrywając jeden etap. Nigdy jednak nie ukończył tego wyścigu. W latach 1931, 1933 i 1935 zdobywał mistrzostwo Belgii w wysćigu ze startu wspólnego. Startował także na torze, jednak bez większych sukcesów. Nigdy nie wystąpił na igrzyskach olimpijskich. Jako zawodowiec startował w latach 1933-1946.